# Lisa Grodek

Lisa Grodek

Lisa Grodek (* 14. August 1987) ist eine deutsch-polnische Häkel-Designerin und Künstlerin.

## Werdegang
Sie ist die Tochter des polnischen Aphoristikers und Autors Jerzy Grodek.
Lisa Grodek wuchs im Deutsch-Polnischen Grenzgebiet auf. Sie war Malschülerin von Otto Schack, Malschülerin von Juliusz Piechocki und absolvierte ein Bildhauer-Praktikum bei dem Künstler Horst Engelhardt. 1997 entdeckte Lisa Grodek das Häkeln für sich und arbeitet seit 2018 als hauptberufliche Häkel-Designerin vorwiegend in Berlin.

## Stil
Lisa Grodek greift in ihrer Arbeit die Krinolinenmode von 1842–1870 in Kombination mit Elementen aus der Spätrenaissance, der frühen Barockmode sowie Gestaltungselementen der 1920er bis 1960er Jahre auf. Die ursprünglich verwendeten Stoff-Materialien dieser Modeepochen werden dabei ausschließlich durch Garn ersetzt. Ihre Arbeiten sind Einzelstücke, welche in Handarbeit erstellt werden.

## Selbsttragendes Krinolinenkleid
Ein bestimmendes ästhetisches Merkmal ihrer Arbeit ist das Gestaltungselement des Reifrockes. Dabei werden die charakteristischen Rockgestelle unter den Kleidern aus Garn an Stelle der sonst üblichen Materialien hergestellt. Die erstmalige Kombination aus gehäkeltem Überkleid und komplett gehäkeltem selbsttragenden Reifrock wurde von ihr in einem über 10 Jahre währenden Prozess durch physikalische und kinetische Erprobung entwickelt.

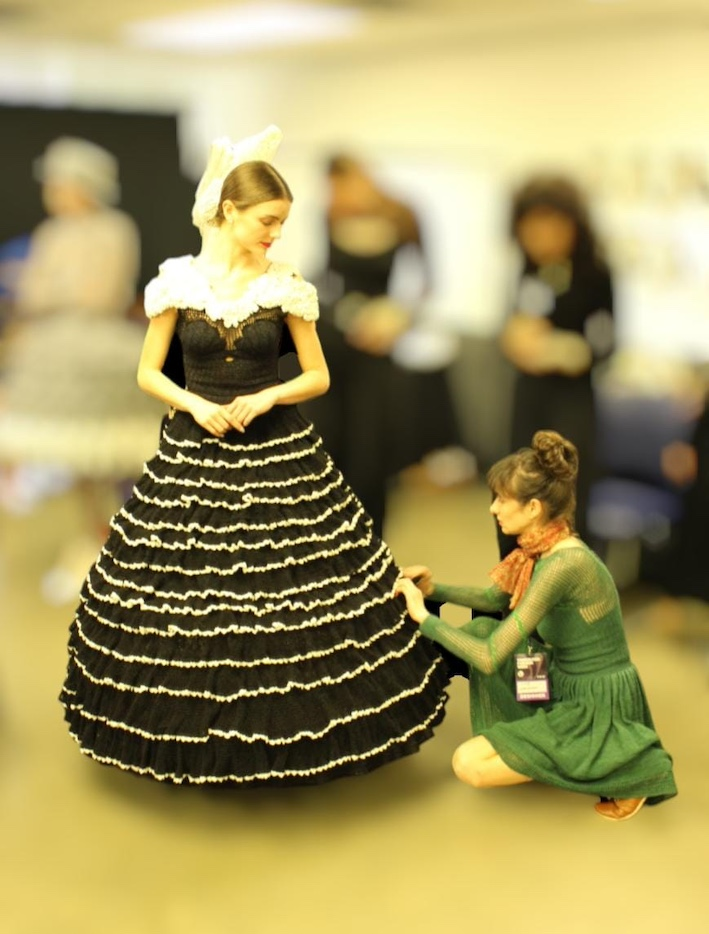
Krinolinenkleid von Lisa Grodek

## Kollektionen / Ausstellungen
- 2014: Gemeinschafts-Ausstellung in der Philharmonie Gorzów WIkp., Polen
- 2018: Erstplatzierte und Preisträgerin des Dortex-Design-Awards in Dortmund
- 2018: Finalistin des L.O.B. Fashion-Awards in Leipzig
- 2021: Erstplatzierte und Preisträgerin des Designer-and-Craft-Maker-Fashion-Awards in London
- 2024: Präsentation der Kollektion „Delicate Mesh“ auf der Vancouver Fashion-Week, Kanada